# Cinq sur cinq (Angel)
Cinq sur cinq est le 18e épisode de la saison 1 de la série télévisée Angel. Il fait suite à l'épisode Une revenante, partie 2 de la série Buffy contre les vampires.

## Synopsis
Faith arrive à Los Angeles, vole les affaires d'un homme mal intentionné et provoque une bagarre générale dans un night-club. Angel, quant à lui, fait condamner un client de Wolfram & Hart grâce à un témoin qu'il présente au tribunal, ce qui provoque ainsi la colère de Lindsey McDonald, l'avocat de la société. Deux autres associés de Wolfram & Hart, Lilah Morgan et Lee Mercer, engagent Faith pour qu'elle les débarrasse d'Angel. Elle essaie de le tuer une première fois mais échoue. Angel s'infiltre dans les locaux de Wolfram & Hart, mais ses recherches sont interrompues par McDonald et il choisit de partir.
Pendant ce temps, Faith s'en prend à Cordelia et Wesley, les assomme tous les deux et enlève son ancien Observateur. Elle l'emmène jusqu'à son repaire et commence à le torturer, mais Angel retrouve sa trace grâce aux recherches faites auparavant par Wesley et Cordelia et intervient. Un violent combat éclate entre la Tueuse et le vampire : Faith a d'abord le dessus et provoque son adversaire pour qu'il prenne son visage vampirique, mais Angel se refuse à céder à la colère. Faith craque, lui avoue le dégoût d'elle-même et le supplie de la tuer, mais le vampire la réconforte.    
Pendant l'épisode, plusieurs flashbacks présentent Darla et Angelus juste avant et juste après la malédiction qui rend son âme à ce dernier.